# Андреев, Владимир Александрович (адмирал)
Владимир Александрович Андреев (13 (26) декабря 1904 — 28 марта 1994) — советский военно-морской деятель, участник Великой Отечественной войны, адмирал (1951).

## Биография
Родился 13 декабря (26 декабря по новому стилю) 1904 года на станции Бухэду (Бугат) КВЖД.
17 января 1923 года вступил на службу в ВМФ СССР. До сентября 1924 года был курсантом Военно-морского подготовительного училища. С октября 1924 года Андреев обучался в Военно-морском училище им. М.В. Фрунзе, которое окончил в 1927 году. Член ВКП(б) с 1925 года. За время обучения в училище побывал в первых заграничных походах кораблей советских морских сил вокруг Скандинавии на крейсере «Аврора» и учебном судне «Комсомолец» (в 1924 и 1925 годах). После окончания училища Андреев служил командиром взвода Балтийского флотского экипажа (октябрь 1927 — январь 1928 года). С января 1928 года по октябрь 1929 года флаг-секретарь командующего Морских сил Балтийского моря.
С октября 1929 по сентябрь 1930 года окончил штурманский класс Специальных курсов комсостава ВМС РККА. С октября 1930 до декабря 1932 года служил младшим штурманом линейного корабля «Марат».
В апреле 1932 года прибыл на Тихий океан. С мая 1932 до января 1934 года служил флаг-штурманом бригады заграждения и траления. Затем его назначили командиром минного заградителя. Сначала командовал минным заградителем «Эривань», где получил неплохую практику, а когда на флот поступили новые суда — был назначен командиром минного заградителя «Теодор Нетте».
С декабря 1936 по январь 1938 года являлся начальником штаба бригады заграждения и траления, а затем до августа 1939 года — командиром этой бригады. Принимал участие в боях у озера Хасан (1938). С августа 1939 по апрель 1940 года командовал Охраны водного района Главной базы Тихоокеанского флота. С апреля 1940 года по апрель 1941 года слушатель командного факультета Военно-морской академии им. К.Е. Ворошилова.
Во время Великой Отечественной войны с мая 1941 года — начальник штаба эскадры Черноморского флота. Эскадра оказывала содействие сухопутным войскам в оборонительных операциях на приморском направлении, действовала на морских коммуникациях противника и обеспечивала свои морские сообщения. Андреев В.А. принимал участие в разработке планов постановки оборонительных минных заграждений у Севастополя и других пунктах побережья, нанесения удара по Главной ВМБ противника на Чёрном море Констанца (Румыния), в боевых действиях при обороне Одессы и перевозке в город пополнений, оружия, военной техники. Штаб эскадры под руководством Андреева обеспечил высадку в ночь с 21 на 22 сентября 1941 года в районе с. Григорьевка под Одессой, эвакуацию Одесского гарнизона, действия кораблей в ходе обороны Севастополя в Керченско-Феодосийской десантной операции, где был командиром отряда кораблей артиллерийской поддержки. Капитан 1 ранга Андреев В.А. обеспечил прорыв кораблей Черноморского флота в порт Феодосия и высадку десантников непосредственно на причалы и мол. С февраля 1943 года заместитель начальника Оперативного управления Главного морского штаба. С апреля 1943 — командующий Северо-Тихоокеанской военной флотилией, вице-адмирал.
В августе-сентябре 1945 года руководил операцией по высадке десантов и захвату Южного Сахалина и Курильских островов. С ноября 1945 по июнь 1946 — командующий Сахалинской военной флотилией.
С июня 1946 года по март 1947 года — начальник штаба Юго-Балтийского флота, с марта 1947 по август 1952 — командующий 4-м (Балтийским) флотом. С августа 1952 до мая 1953 года адмирал Андреев В.А. состоял первым заместителем начальника Морского генерального штаба и Главного штаба ВМС, позднее, до марта 1955 года, – заместителем начальника Главного штаба ВМС. После этого он был адмирал-инспектором ВМФ Главной инспекции Министерства обороны СССР до января 1957 года; одновременно в ноябре-декабре 1955 года моряк исполнял обязанности командующего Черноморским флотом. С января 1957 по январь 1961 года адмирал Андреев был начальником Военно-морской академии. С ноября 1961 г. по апрель 1967 г. — начальник тыла ВМФ. С апреля 1967 г. по март 1968 г. находился в распоряжении Главнокомандующего ВМФ СССР.
9 марте 1968 года вышел в отставку.
Умер 28 марта 1994 года в Москве. Похоронен в колумбарии Кунцевского кладбища.

## Воинские звания
Капитан 1 ранга;
Контр-адмирал — 18.04.1943;
Винце-адмирал — 05.11.1944;
Адмирал — 27.01.1951.

## Награды
- Награждён орденом Ленина (1948), тремя орденами Красного Знамени (1942, 1944, 1953), орденами Ушакова 1-й степени (1945) и Нахимова 1-й степени (1944), орденом Отечественной войны 1 степени (1985) и орденом Красной Звезды (1984), а также медалями.
- Также был награждён именным оружием (1954), знаком «50 лет пребывания в КПСС» и американским орденом «Легион почёта».

## Память
- Имя Владимира Андреева присвоено большому десантному кораблю проекта 11711. Заложен на судостроительном заводе «Янтарь» 23 апреля 2019 года, войдёт в состав Тихоокеанского флота ВМФ России.
- В. А. Андреев — автор мемуаров «Моря и годы» (1982).